# ویلیام مک‌کینلی
ویلیام مک‌کینلی (به انگلیسی: William Mckinley) (۲۹ ژانویه ۱۸۴۳ – ۱۴ سپتامبر ۱۹۰۱) وکیل و سیاستمدار جمهوری‌خواه آمریکایی بود که از ۱۸۹۷ تا زمان ترورش در سال ۱۹۰۱ به عنوان بیست و پنجمین رئیس‌جمهور ایالات متحده آمریکا فعالیت کرد. او در طول جنگ آمریکا و اسپانیا در سال ۱۸۹۸ رئیس‌جمهور بود، تعرفه‌های حمایتی را برای تقویت صنعت آمریکا افزایش داد و سیاست پولی انبساطی نقره رایگان را رد کرد و کشور را بر روی استاندارد طلا نگه داشت. مک‌کینلی در ۱۴ سپتامبر ۱۹۰۱ در سن ۵۸ سالگی توسط یک آنارشیست ترور و کشته شد.
طبق گفته اکونومیست، مک‌کینلی امپریالیستی بود که هاوایی، گوام، فیلیپین و پورتوریکو را به قلمرو آمریکا اضافه کرد. او طرفدار تعرفه‌ها بود، به‌طوری که پیش از اینکه رئیس‌جمهور شود کنگره را برای تصویب لایحه افزایش آن به ۵۰ درصد تحت فشار قرار داد. او از سوی غول‌های تجاری آن زمان حمایت می‌شد (جی‌پی مورگان و جان دی راکفلر به پول امروز حدود ۸ میلیون دلار به کمپین او اهدا کردند) مورخان و تحلیلگران سیاست‌های دومین دوره ریاست جمهوری ترامپ را با سیاست‌های مک‌کینلی در رابطه با توسعه طلبی و تعرفه‌ها مقایسه کرده‌اند.

## کودکی و جوانی
ویلیام مک‌کینلی در روز یکشنبه ۲۹ ژانویه سال ۱۸۴۳ در شهر Niles واقع در ایالت اوهایو آمریکا به دنیا آمد. او هفتمین فرزند از ۹ فرزند ویلیام و نانسی مک‌کینلی بود. وی آخرین رئیس‌جمهور ایالات متحده آمریکا بود که در جنگ داخلی آمریکا خدمت کرده بود. بعد از جنگ در کانتون، اوهایو ساکن شد و در سال ۱۸۷۱ در سن ۲۷ سالگی با ایدا ساکستون ازدواج کرد.
- مک کینلی در حال سوگند

## کشته شدن
در روز ۶ سپتامبر ۱۹۰۱ لئون چولگوش که تحت تأثیر آنارشیست‌هایی مانند اما گلدمن و الکساندر برکمن قرار داشت، دو گلوله به وی شلیک کرد که در اثر قانقاریا که توسط جراحات حاصله ایجاد شده بود در روز ۱۴ سپتامبر ۱۹۰۱ در ساعت ۲٫۱۵ دقیقهٔ بامداد در بوفالو در گذشت. بعد از او ریاست جمهوری آمریکا را تئودور روزولت بر عهده گرفت.
آخرین جملهٔ او در هنگام مرگ چنین بود:
God's will be done, not ours
آنچه خواست خداست انجام می‌شود، نه آنچه خواست ماست.
مک‌کینلی در کانتون در ایالت اوهایو به خاک سپرده شد. لئون چولگوش قاتل وی، در ۲۹ اکتبر همان سال در زندان آبورم با صندلی الکتریکی اعدام شد، و جسد وی به داخل اسید سولفوریک انداخته شد.